# Pochwa liściowa

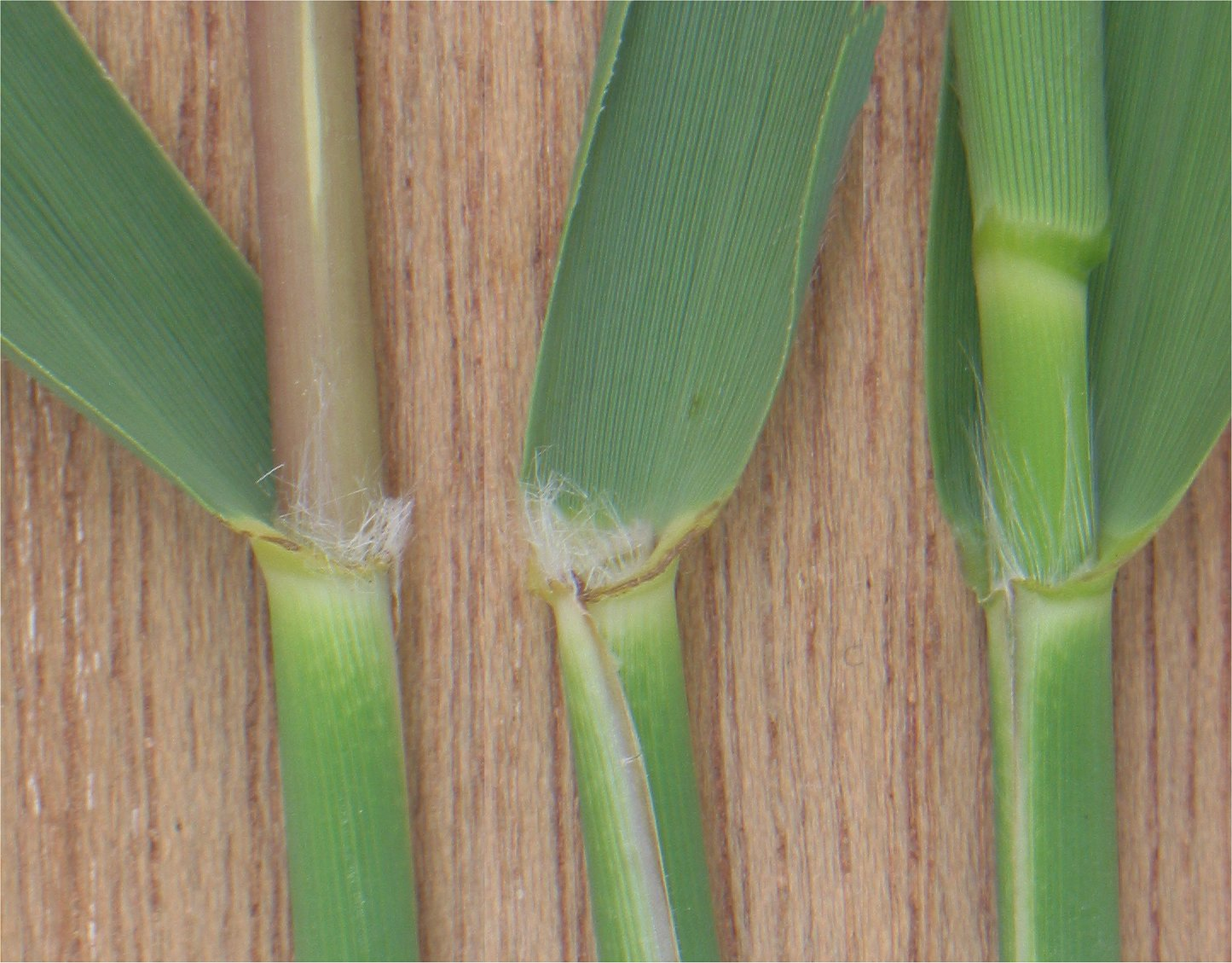
Pochwy liściowe i języczki liściowe u trzciny pospolitej

Pochwa liściowa (ang. leaf sheath, łac. vagina) – rozszerzona i przekształcona w specyficzny sposób nasadowa część liścia obejmująca łodygę. Dość często występuje u roślin, np. u wiechlinowatych, selerowatych i in. U wiechlinowatych pochwa liściowa otaczająca łodygę na długim odcinku spełnia funkcję wzmacniającą i usztywniającą źdźbło. Pochwa liściowa umożliwia też trawom podniesienie się po wylegnięciu spowodowanym silnym wiatrem lub opadami – w takim wypadku pochwa zaczyna intensywnie rosnąć od dolnej strony i rośnie tak długo aż górna część źdźbła zostanie ustawiona w pozycji pionowej. U niektórych gatunków roślin silnie rozrośnięta pochwa liściowa przejmuje, albo wspomaga funkcje asymilacyjne liścia. Tak jest np. u barszczu zwyczajnego, czy goryszu. U cebuli zwyczajnej pochwy liściowe tworzą cebulę.